# Torneios Satélite
Os torneios Satélite foram a porta de entrada para qualquer um tenista que quisesse ingressar no tênis profissional. Diferentemente dos torneios Challenger que são organizados pela Associação de Tenistas Profissionais (ATP), os Torneios Satélite eram administrados pela Federação Internacional de Tênis (ITF) e tinham a duração de quatro semanas. Foram substituídos pelos torneios Future, com duração de uma semana.